# میدلتون (کلرادو)
میدلتون (به انگلیسی: Middleton) یک منطقهٔ مسکونی در ایالات متحده آمریکا است که در شهرستان سن خوان، کلرادو واقع شده‌است. میدلتون ۲٬۹۸۴٫۹۴ متر بالاتر از سطح دریا واقع شده‌است.